# Praon
Praon is een geslacht van parasitoïde insecten uit de familie van de schildwespen (Braconidae), onderfamilie Aphidiinae. Het zijn kleine vliesvleugelige insecten waarvan de larven parasiteren in bladluizen, die ze geleidelijk van binnenuit opeten. De larve verlaat daarna de uitgeholde bladluis langs onderen en verpopt in een aparte cocon; dit in tegenstelling tot de meeste andere Aphidiinae, die in de bladluis verpoppen. Vanwege dit gedrag zijn sommige soorten bruikbaar bij de biologische bestrijding van in de land- en tuinbouw schadelijke bladluizen.
De wetenschappelijke naam Praon werd voor het eerst geldig gepubliceerd door Alexander Henry Haliday in 1833. Haliday beschreef Praon aanvankelijk als een ondergeslacht van Aphidius. Als soorten noemde hij Aphidius Praon dorsalis, A.P. exoletus (eerst beschreven door Nees als Bracon exoletus), A.P. volucris, A.P. flavinodis en A.P. abjectus. In dezelfde publicatie beschreef Haliday nog de volgende ondergeslachten van Aphidius: Ephedrus, Trionyx (later veranderd in Toxares; Trionyx was reeds in gebruik voor een geslacht van schildpadden, benoemd door Étienne Geoffroy Saint-Hilaire), Monoctonus en Trioxys.

## Soorten
Volgens Encyclopedia of Life behoren volgende soorten tot het geslacht Praon:
- Praon abjectum (Haliday, 1833)
- Praon alaskense Ashmead, 1902
- Praon americanum (Ashmead, 1889)
- Praon artemisaphis Smith, 1944
- Praon artemisicola Pike & Stary 1997
- Praon athenaeum Kavallieratos & Lykouressis, 2000
- Praon baodingense (Ji & Zhang, 1992)
- Praon barbatum Mackauer, 1967
- Praon bicolor Mackauer, 1959
- Praon brachycerum (Ji & Zhang, 1992)
- Praon brevepetiolatum Chiriac, 1996
- Praon brevistigma van Achterberg, 2006
- Praon callaphis Mackauer & Sullivan, 1982
- Praon capitophori Takada, 1968
- Praon caricicola Mackauer, 1967
- Praon carinum Johnson, 1987
- Praon cavariellae Stary, 1971
- Praon cerasaphis (Fitch, 1855)
- Praon changbaishanense Shi, 2001
- Praon coloradense Ashmead, 1890
- Praon coniforme Pike & Stary 2000
- Praon coreanum Takada, 1979
- Praon dorsale (Haliday 1833)
- Praon exsoletum (Nees, 1811)
- Praon flavicorne Stary, 1971
- Praon flavinode (Haliday, 1833)
- Praon fulvum Pike & Stary 2000
- Praon gallicum Stary 1971
- Praon helleni (Stary, 1981)
- Praon himalayense Das & Chakrabarti, 1989
- Praon hubeiense Chen & Shi, 1999
- Praon humulaphidis Ashmead, 1889
- Praon hyperomyzus Saha, Poddar, Das, Agarwala & Raychaudhuri, 1982
- Praon kashmirense Bhagat, 1982
- Praon kurohimense (Takada, 1968)
- Praon latgerinae Stary & Remaudiere, 1982
- Praon lemantinum Gautier, 1922
- Praon lepelleyi Waterston, 1926
- Praon longicorne Marshall, 1896
- Praon megourae Stary, 1971
- Praon minor Stary, 1971
- Praon mollitrichosiphi Agarwala, Saha & Mahapatra, 1987
- Praon muyuense Shi, 2001
- Praon necans Mackauer 1959
- Praon nipponicum (Takada, 1968)
- Praon nonveilleri Tomanovic & Kavallieratos 2003
- Praon occidentale Baker, 1909
- Praon orientale Stary & Schlinger, 1967
- Praon orpheusi Kavallieratos, Athanassiou & Tomanovic, 2003
- Praon pakistanum Kirkland 1979
- Praon pequodorum Viereck, 1917
- Praon pilosum (Mackauer, 1959)
- Praon pisiaphis Chou & Xiang, 1982
- Praon prunaphis Chou & Xiang, 1982
- Praon pubescens Stary, 1961
- Praon quadratum Stary & Schlinger, 1967
- Praon retusae Tomanovic & Kavallieratos, 2002
- Praon rhopalosiphum Takada, 1968
- Praon rosaecola Stary, 1961
- Praon silvestre Stary, 1971
- Praon simulans (Provancher, 1886)
- Praon spinosum Mackauer, 1959
- Praon stagona Takada & Rishi, 1980
- Praon staryi Kavallieratos & Lykouressis, 2000
- Praon taisetsuzanum Takada, 1968
- Praon thailandicum (Stary, 2008)
- Praon thalictri Stary 1985
- Praon unicum Smith, 1944
- Praon unitum Mescheloff & Rosen, 1989
- Praon uroleucon Tomanovic & Kavallieratos 2003
- Praon volucre (Haliday, 1833)
- Praon yakimanum Pike & Stary, 1995
- Praon yomenae Takada 1968